# Noć lomača
Noć Gaj Foksa, Noć vatrometa ili Noć lomača (енгл. Bonfire Night) se obeležava svakog petog novembra u Velikoj Britaniji i u mnogim drugim državama bivšeg Komonvelta. Razlog obeležavanja ovog dana je neuspela zavera koja je imala za cilj svrgavanje protestantskog Kralja Džemsa I. Ova zavera je u istoriji poznata kao Barutna zavera. Gaj Foks je bio jedan od zaverenika koji je organizovao Barutnu zaveru. On i njegovi istomišljenici su postavili burad puna baruta u podrumu zgrade parlamenta kako bi zgradu digli u vazduh i tako svrgli protestantskog Kralja Džejmsa I sa vlasti. Jedan od članova parlamenta je primio anonimno pismo kojim je upozoren da tog dana ne ide na svečano otvaranje parlamenta. Posle detaljne pretrage zgarde, zavera je otkrivena a Gaj Foks i ostali organizatori su uhvaćeni, mučeni i pogubljeni.

## Tradicija
Kada se iste noći pročulo o neuspeloj zaveri protiv kralja, ljudi širom Velike Britanije su palili lomače u znak podrške kralju, srećni što zaverenici nisu uspeli u svojoj nameri. Taj običaj je opstao do danas, tako da se peti novembar obeležava vatrometima i lomačama. Svake godine, ljudi u povorkama idu kroz grad i nose lutke Gaja Foksa koje potom spaljuju. Noćno nebo bude prošarano spektakularnim vatrometom i proslava traje do kasno u noć. Deca pevaju pesmicu ‘’seti se petog novembra’’.
“Remember, remember the fifth of November,
The gunpowder, treason and plot,
I know of no reason
Why gunpowder treason
Should ever be forgot.”
(Seti se seti petog novembra,
Baruta, izdaje i zavere,
Ne znam ni za jedan razlog,
Zašto bi Barutna zavera
Ikada bila zaboravljena)

## Tradicionalna hrana za Noć lomača
U Velikoj Britaniji se za Noć lomača tradicionalno sprema krompir pečen u foliji, parkin torta, ušećerene jabuke na štapiću i kobasice.

## Literatura
- „Traditional Bonfire Night Food”. Архивирано из оригинала 16. 04. 2016. г. Приступљено 01. 04. 2017.